# Герб Григоріополя
Герб Григоріополя — символ міста Григоріополя.

## Історія

### Перший герб
Перший герб міста затверджений 12 жовтня 1794 року.  На гербі щит розділено на 7 частин. У верхній частині герба, на золотому тлі, зображення чорного двоголового орла зі щитом на грудях; у центрі в чотирикутнику зображення образу Спаса; у 1-й частині на зеленому тлі срібне ягня, що несе хоругву; у 2-й частині на червоному тлі орел зі скіпетром у кігтях; у 3-й частині на червоному тлі лев, що прямує наліво; у 4-й частині на зеленому тлі фортеця, на якій розміщено схилений набік прапор; у центральній найнижчій частині корона на підставці.

У 2012 році, під час святкування 220-річниці міста Григоріополя, було вирішено повернути малий герб місту зразка 1794 року. У січні 2013 року рішенням голови адміністрації гербом міста затвердили історичний герб.

### Другий герб
У 1872 році складено новий проєкт герба. На зеленому щиті зображено святого Григорія з розпростертими руками в свібному одязі і золотим вінцем. У вільній частині щита — нерб Херсонської губернії. Щит увінчаний срібною баштової короною і оточений золотими колосками, які з'єднані Олександрівською стрічкою.

### Третій герб, сучасний
У 2005 році адміністрація Григоріополя оголосила конкурс на найкращий проєкт герба і прапора міста. Навесні 2007 року на сесії Григоріопольської Ради народних депутатів були підведені підсумки конкурсу. За словами заступника голови адміністрації А. Зибіної на гербі «враховані всі моменти, пов'язані з життям міста — і Дністер, і розвиток життя у вигляді сонця, і колосся — зв'язок із землею». Схвалений депутатами проєкт був відправлений в Геральдичну раду при президенті ПМР.

## Галерея

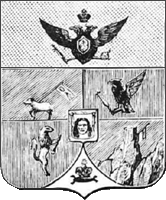
Герб 1794 року
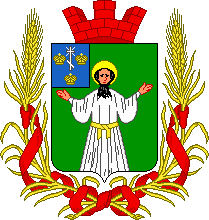
Герб 1872 року
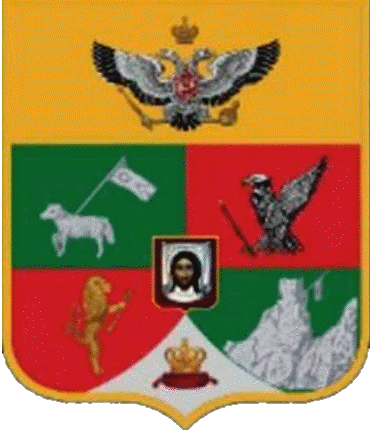
Герб з 2013 року